# شوتشم
شوتشم (به انگلیسی: Shotesham) یک روستا و محله مدنی در بریتانیا است که در South Norfolk واقع شده‌است. شوتشم ۱۴٫۵۰ کیلومتر مربع مساحت و ۵۶۲ نفر جمعیت دارد.